# Reisquecke
Die Reisquecke (Leersia oryzoides) ist eine Art aus der Familie der Süßgräser (Poaceae). Weitere deutsche Namen sind Reisgras, Europa-Reisquecke, Queckenreis, Kleistogame Reisquecke oder Wilder Reis. Das Verbreitungsgebiet liegt in Europa, Asien, Afrika, Nordamerika und Asien. Es ähnelt der Reispflanze und man findet die Art häufig als Unkraut in Reisfeldern.

## Beschreibung

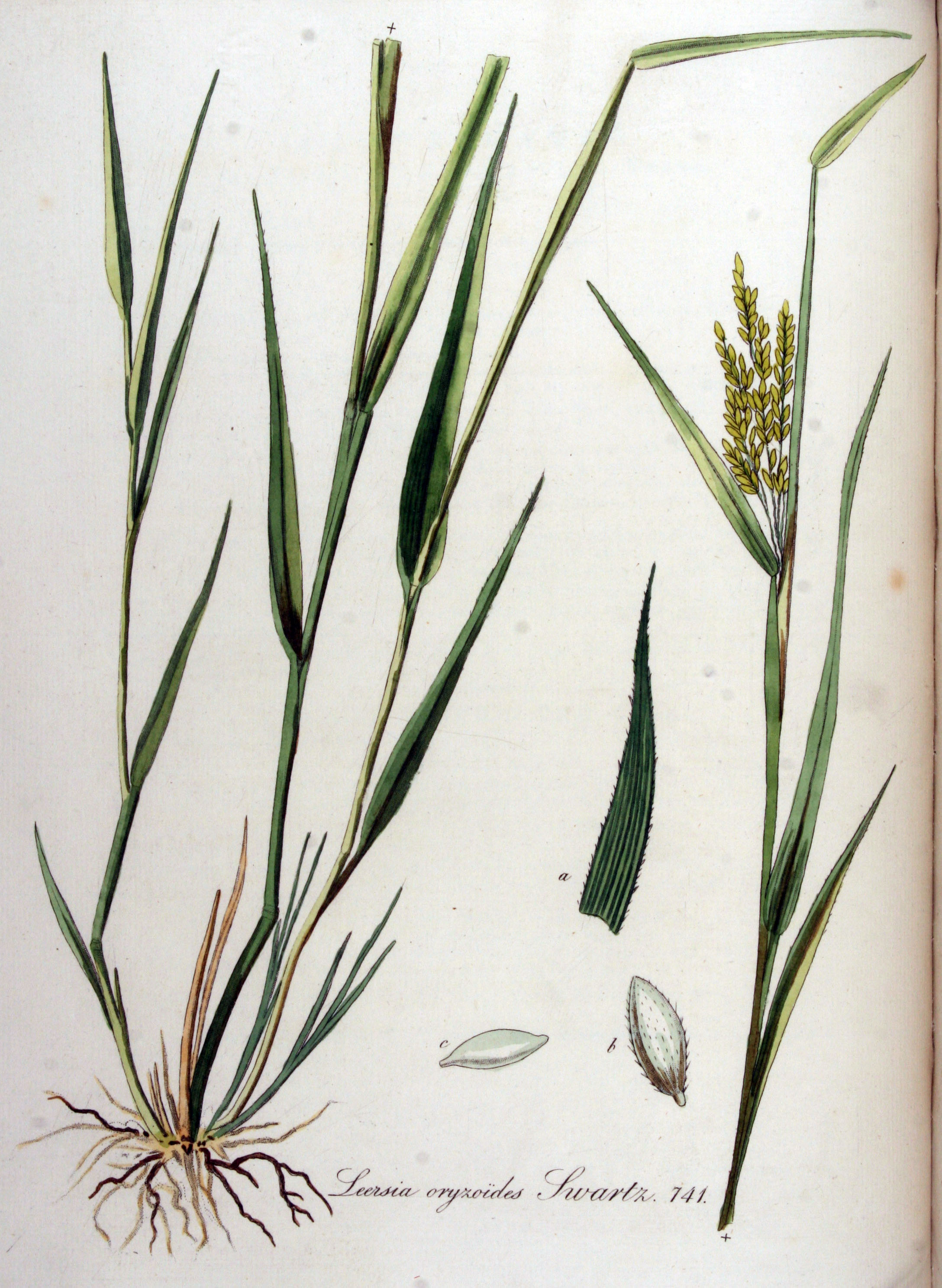
Illustration

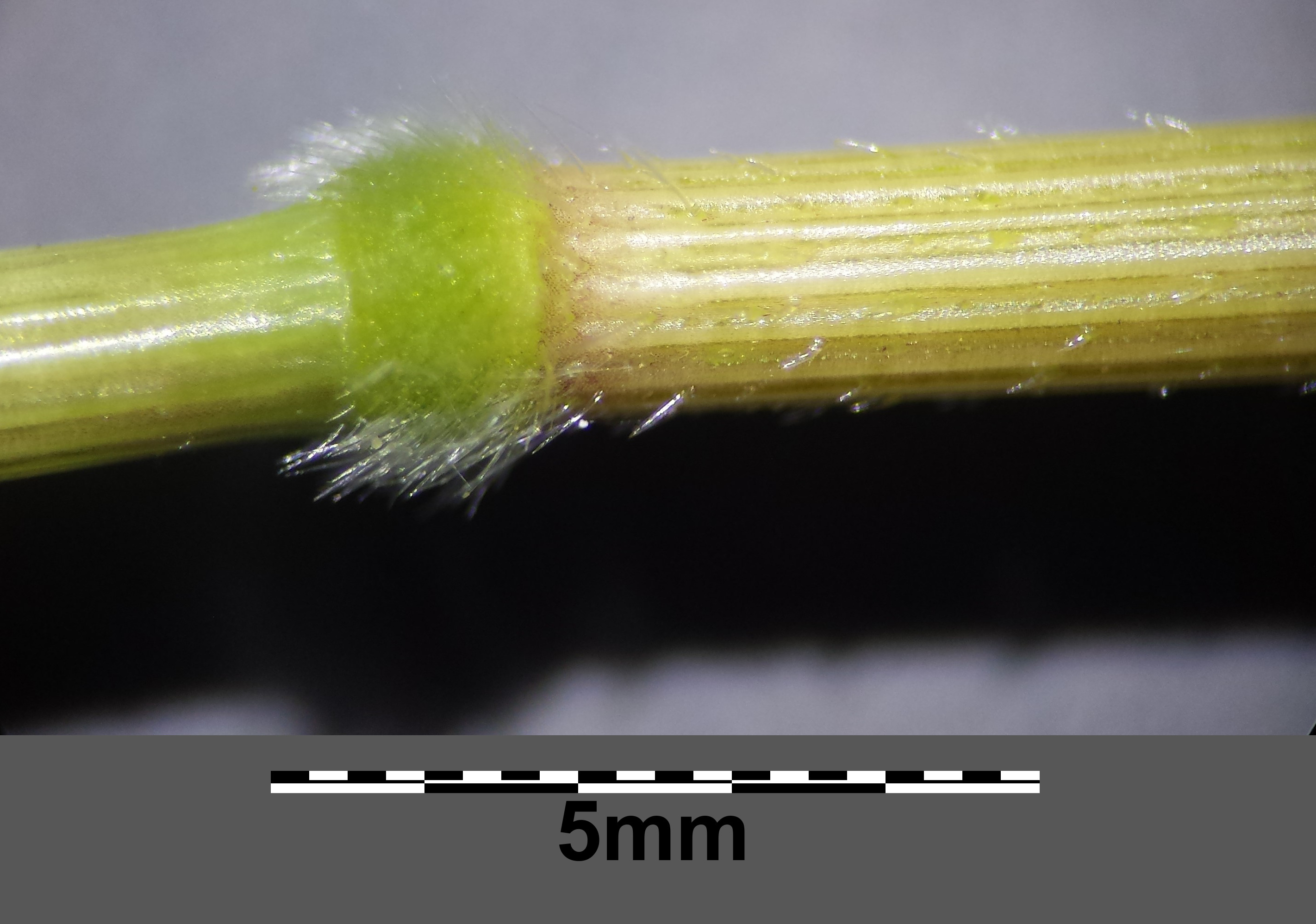
Die Stängelknoten sind dicht behaart.

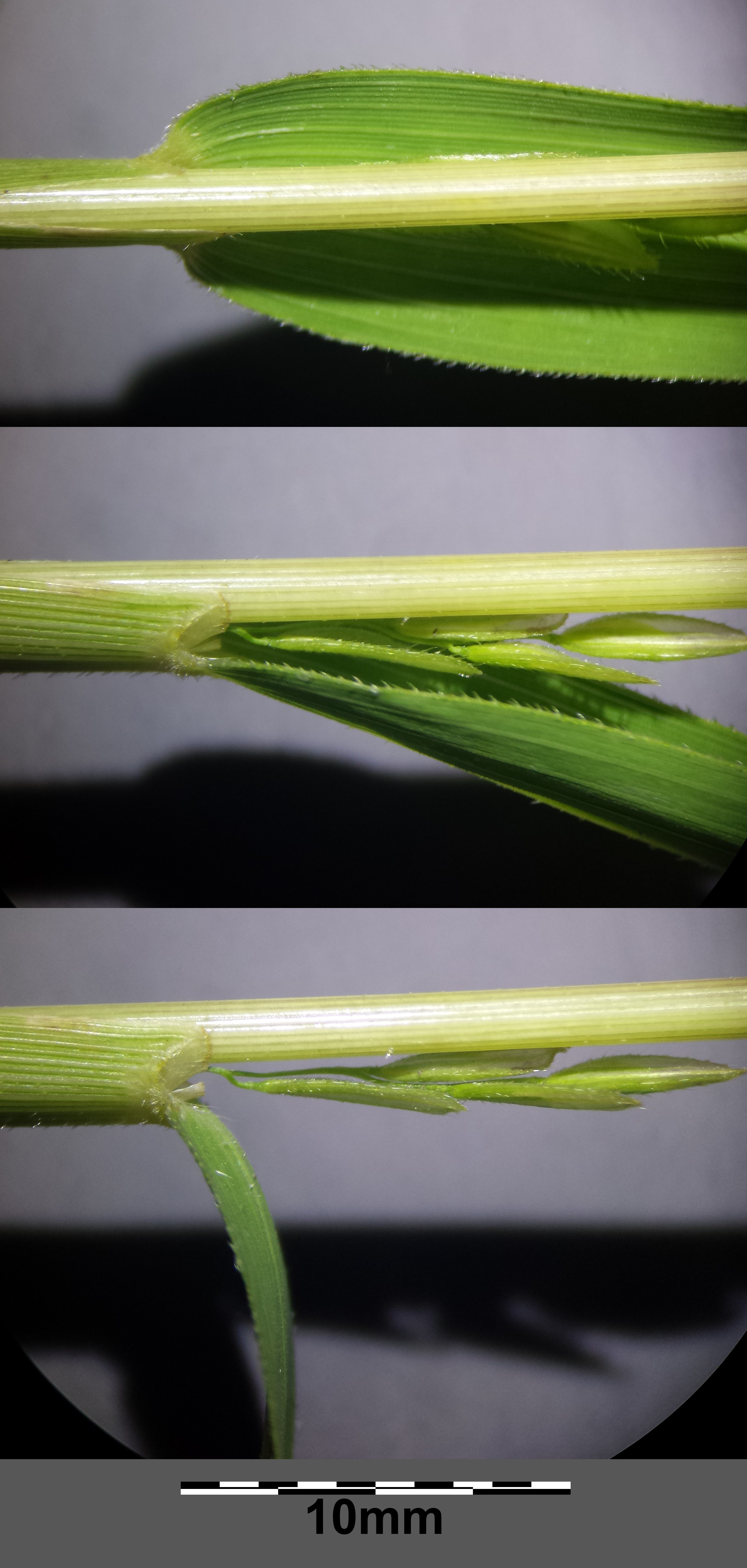
Stängel mit Laubblatt und Blatthäutchen

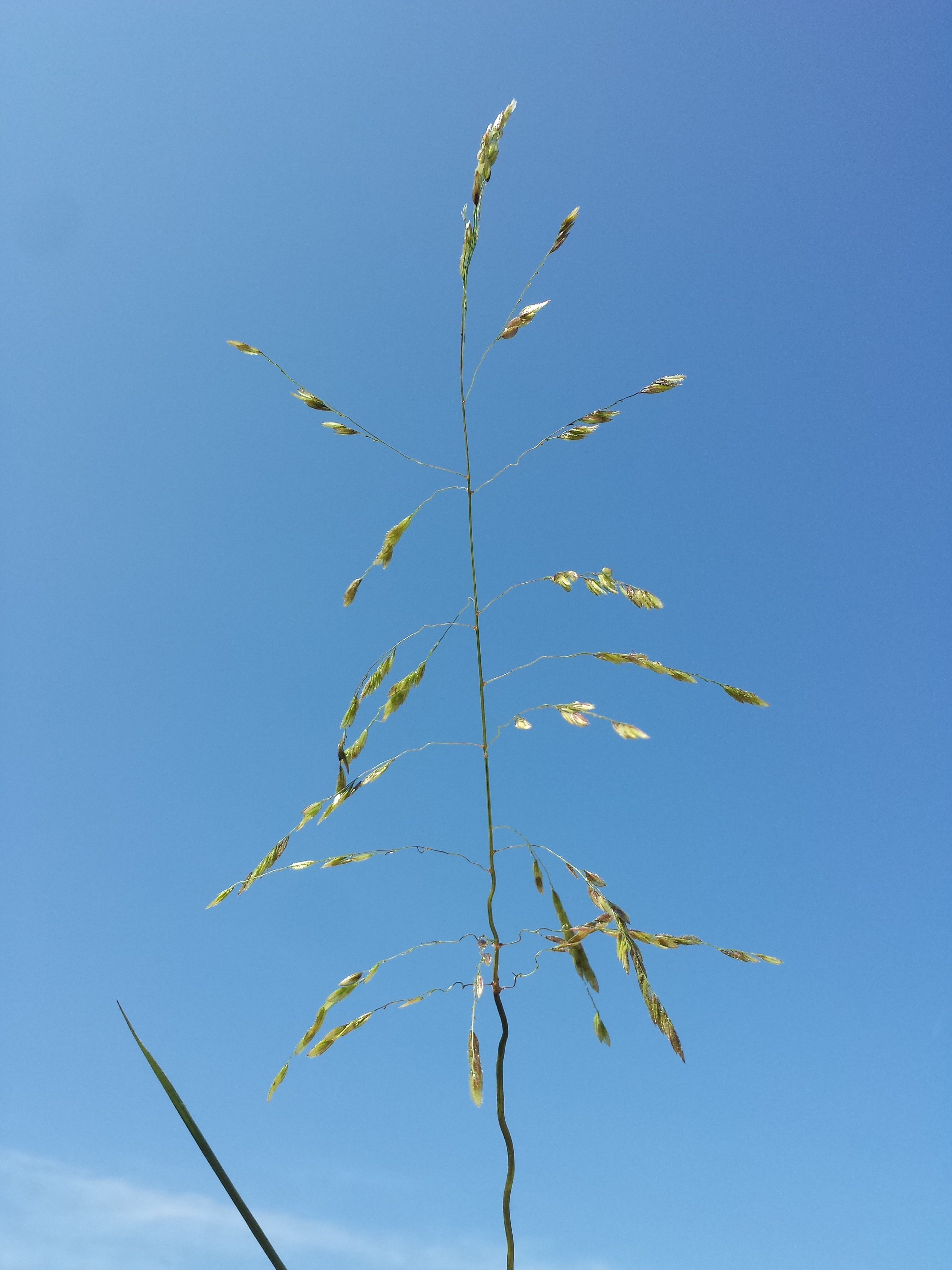
Rispe

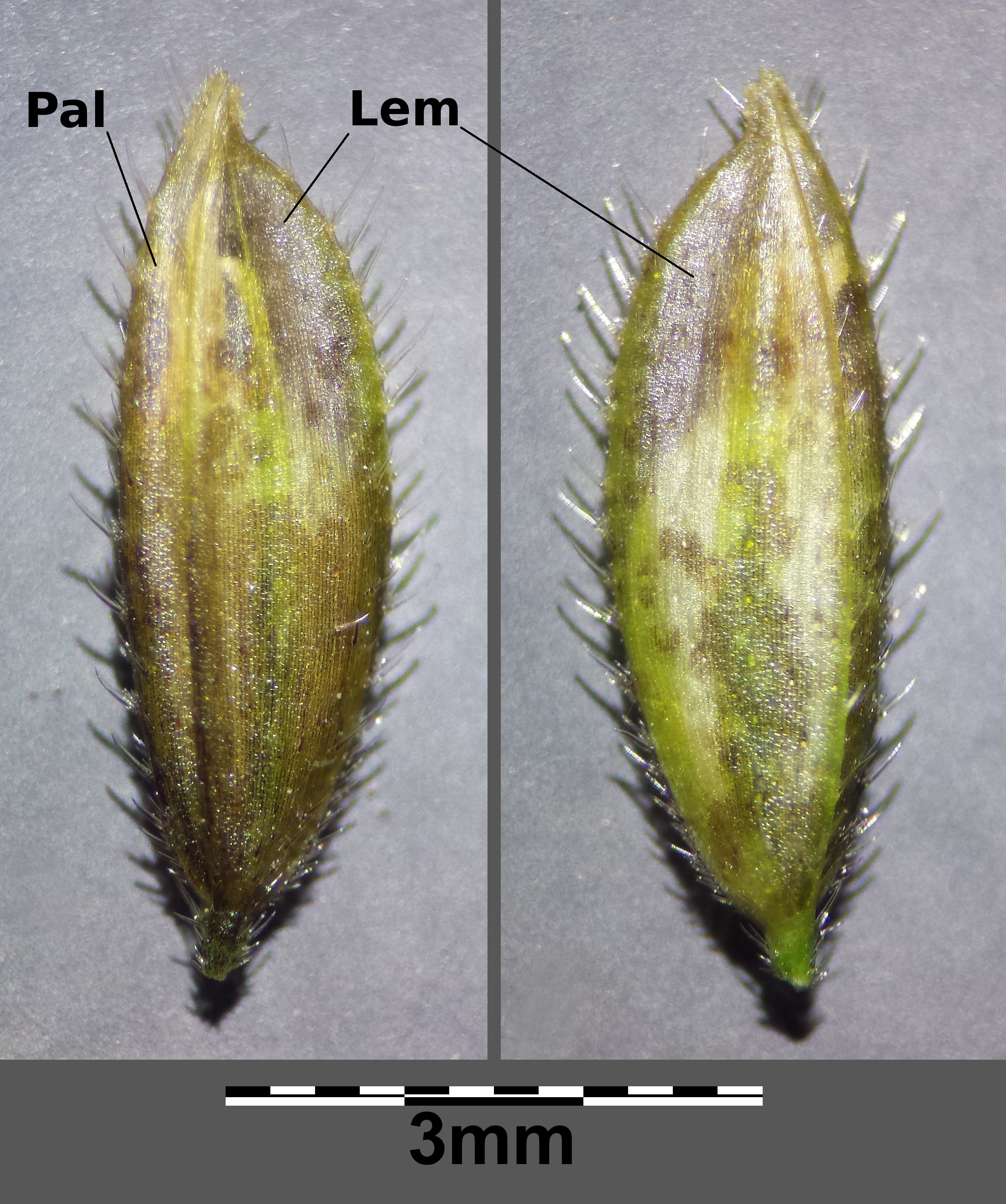
Ährchen: Hüllspelzen fehlen, Deck- (Lem) und Vorspelze (Pal) sind miteinander verwachsen und schließen die Blüte ein.

Die Reisquecke ist ein ausdauerndes und lockere Rasen bildendes Süßgras, das 10 bis 20 Zentimeter lange, unterirdische, schuppenblättrige Ausläufer bildet. Die Erneuerungssprosse wachsen außerhalb der untersten Blattscheiden empor. Die Halme sind 30 bis 100 Zentimeter hoch und verzweigt. Die Internodien sind kahl, die Knoten kurz behaart. Die Blattscheiden sind sehr rau. Das Blatthäutchen ist ein 1 bis 1,5 Millimeter langer, häutiger Saum. Die Blattspreite ist hellgrün, flach ausgebreitet, 12 bis 30 Zentimeter lang und 4 bis 8, manchmal bis 10 Millimeter breit. Der Blattrand ist sehr rau und schneidend, im unteren Drittel der Spreite sind die Stachelhaare zur Basis gerichtet, im oberen zur Spitze hin.
Der Blütenstand ist eine 12 bis 20 Zentimeter lange und 6 bis 14 Zentimeter breite, locker ausgebreitete Rispe. Sie tritt in Mitteleuropa jedoch nur in den wärmsten Jahren ganz aus der obersten, aufgeblasenen Blattscheide heraus. Die Ährchen sind einblütig, oval, 4 bis 5 Millimeter lang, 1,5 bis 2 Millimeter breit und seitlich etwas zusammengedrückt. Sie blühen meist mit geschlossenen Spelzen und fallen zur Reifezeit meist als ganzes ab. Die Hüllspelzen sind verkümmert. Die Deckspelze ist fünfnervig, 4 bis 5 Millimeter lang, kurz bewimpert und unbegrannt. Die Nerven sind lang steifhaarig. Die Vorspelze ist dreinervig, 4 bis 5 Millimeter lang und über dem Mittelnerv steifhaarig. Je Blüte werden zwei Schwellkörper gebildet. Die drei Staubbeutel der geöffnet blühenden Ährchen sind 1,5 bis 1,8 Millimeter lang, die der geschlossen bleibenden 0,5 bis 0,8 Millimeter. Die Frucht ist 3 Millimeter lang und 1 Millimeter breit und seitlich stark zusammengedrückt. Die Reisquecke blüht von August bis Oktober.
Die Chromosomenzahl beträgt 2n=48.

## Ökologie
Die Reisquecke speichert in ihrem Rhizom Stärke, ein seltener Fall unter Gräsern. Mit ihren unterirdischen Ausläufern durchziehen Triebe weithin den Boden unter Wasser. Sobald in einer Verlandungszone eine ungestörte Vegetationsentwicklung einsetzt, verschwindet die Reisquecke.
Sie überwintert mit ihren Rhizom, denn beim ersten Frost sterben ihre oberirdischen Teile ab.

## Verbreitung
Das Verbreitungsgebiet reicht von Makaronesien, über Europa, Sibirien und Mittelasien bis nach China (Vorkommen in den Provinzen Fujian, Hainan, Heilongjiang, Hunan und Xinjiang), Ostasien und Indien. Man findet sie in Australien und Neuseeland, und von Kanada über die Vereinigten Staaten bis
Mexiko. In Europa kommt die Reisquecke in fast allen Ländern vor und fehlt nur in Irland, Island, Norwegen und Nordmazedonien.
In Mitteleuropa kommt sie zerstreut vom Tiefland bis in 1000 Metern Höhe vor. Sie wächst in Sumpfgräben und an Ufern meist unter Schilf. Man findet sie häufig entlang der Zugstraßen von Wasservögeln. Sie ist wärme- und stickstoffliebend. Sie ist eine Charakterart des Leersietum oryzoidis aus dem Verband Sparganio-Glycerion. Sie steigt am Zimmerlehner Weiher bei Völs am Schlern bis 1000 Meter und bei Rohrmoos im Allgäu bis 1070 Meter Meereshöhe auf.
In Österreich ist sie selten bis sehr selten und fehlt in Osttirol gänzlich. Sie gilt in Österreich als gefährdet, in den westlichen Bundesländern als stark gefährdet.
In Deutschland ist die Art ebenfalls nur sehr zerstreut bis selten zu finden. Die Bestände nehmen durch die Trockenlegung von Sumpfflächen ständig ab. Die nördliche Grenze des Verbreitungsgebiets liegt in Schleswig-Holstein, an der Ostseeküste kommt sie nach Osten bis Stettin vor.
Die ökologischen Zeigerwerte nach Landolt et al. 2010 sind in der Schweiz: Feuchtezahl F = 5w+ (überschwemmz aber stark wechselnd), Lichtzahl L = 4 (hell), Reaktionszahl R = 3 (schwach sauer bis neutral), Temperaturzahl T = 4 (kollin), Nährstoffzahl N = 4 (nährstoffreich), Kontinentalitätszahl K = 2 (subozeanisch).

## Systematik und Forschungsgeschichte
Die Reisquecke (Leersia oryzoides) ist eine Art aus der Gattung Leersia in der Familie der Süßgräser (Poaceae), dort wird sie der Unterfamilie Ehrhartoideae und Tribus Oryzeae zugeordnet. Die Art wurde 1753 von Carl von Linné in Species Plantarum Tomus I, S. 55 als Phalaris oryzoides (Basionym) erstbeschrieben und damit den Glanzgräsern (Phalaris) zugeordnet. Olof Peter Swartz stellte sie 1788 in Nova Genera & Species Plantarum seu Prodromus ... S. 21 in die neu aufgestellte Gattung Leersia als Leersia oryzoides (L.) Sw. Der Gattungsname Leersia erinnert an den deutschen Apotheker und Botaniker Johann Daniel Leers (1727–1774) aus Herborn.  Das Artepitheton oryzoides bedeutet „reisähnlich“ und verweist auf die Ähnlichkeit mit der Reispflanze (Oryza sativa).
Weitere Synonyme der Art sind Asperella oryzoides (L.) Lam., Asprella oryzoides (L.) Schreb., Ehrharta clandestina Weber, Homalocenchrus oryzoides (L.) Haller, Oryza clandestina (Weber) A.Braun ex Asch., Oryza oryzoides (L.) Dalla Torre & Sarnth. und Poa paludosa Honck..

## Bedeutung
Die Reisquecke ähnelt der Reispflanze und kommt mit dieser zusammen in Reisfeldern aber auch in Maisfeldern vor. Es ist ein unbeliebtes Unkraut, da es beim Jäten die Hände zerschneiden kann. Es wird wegen der scharfen Blätter auch vom Vieh gemieden. In den Reisfeldern und Bewässerungsgräben Italiens ist sie ein lästiges Unkraut.